# Cobza
Een cobza is een fretloos snaarinstrument, meer precies een korthalsluit, met een scherp geknikte nek uit Roemenië. Het wordt vooral als begeleidingsinstrument toegepast in een kleine bezetting met viool, contra en contrabas. De cobza heeft 8 snaren die twee aan twee gestemd worden. Het instrument is sterk verwant aan de oed en in mindere mate aan andere luitachtigen.